# Upplands runinskrifter 476
Upplands runinskrifter 476 är en nu försvunnen vikingatida runsten som funnits i Vickeby, Knivsta socken och Knivsta kommun. U 476 har varit förkommen länge, åtminstone sedan 1865. Stenen är ungefär 1 meter hög och 0,60 meter bred.
Man har funnit talrika spår efter den bro som omnämns i inskriften. Även på U 475 omnämns denna bro.

## Inskriften
Translitterering av runraden:
[× sulfa × auk × bui × karþu bru × þisa × eftiʀ × askair × uaʀ sun a... × -(þ)(u)(a)-]
Normalisering till runsvenska:
Sylfa/Solfa ok Boi gærðu bro þessa æftiʀ Asgæiʀ, vaʀ sunn ... ...
Översättning till nusvenska:
Solva och Boe gjorde denna bro efter Asger, (som) var son ...